# Clan Ōkubo

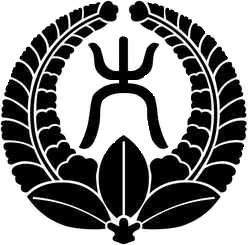
Il mon (emblema) del clan Ōkubo

Il clan Ōkubo (大久保氏?, Ōkubo-shi) era un'importante Clan giapponese di samurai durante i periodi Sengoku ed Edo in Giappone. Durante lo shogunato Tokugawa gli Ōkubo, come vassalli ereditari del clan Tokugawa, furono classificati come uno dei clan fudai. Nel 1614 Ōkubo Tadachika fu accusato di aver partecipato al complotto di Tokugawa Tadateru contro suo fratello, lo shōgun Tokugawa Hidetada, e gli Ōkubo furono diseredati e privati dei loro possedimenti.

## Genealogia del clan
Le tracce del clan hanno origine nel XVI° secolo nella provincia di Mikawa. Gli Ōkubo dichiararono di discendere dal clan Utsunomiya, discendente a sua volta da Fujiwara no Michikane (955–995). Ōkubo Tadatoshi (1499–1581) e suo fratello più giovane Ōkubo Tadakazu (1511–1583) furono i primi ad abbandonare il cognome Utsunomiya per "Ōkubo". Entrambi i fratelli erano tra i sette servitori più vicini di Matsudaira Hirotada, padre di Tokugawa Ieyasu.

### Ramo principale
- Ōkubo Tadayo (1531–1593), figlio di Ōkubo Tadakazu, partecipò come generale a tutte le campagne militari di Tokugawa Ieyasu. Nel 1590, quando Ieyasu fu trasferito nella regione del Kantō, fu ricompensato con la nomina a daimyō, ed il clan si stabilì nello han di Odawara (con una rendita di 45.000 koku), nella provincia di Sagami, dove divennero signori del castello di Odawara.[4] Il ramo principale del clan Ōkubo fu formato da questa famiglia e dai loro discendenti.
- Ōkubo Tadachika (1553–1628) succedette al padre a Odawara, ed i ricavi del clan furono incrementati a 70.000 koku. Adottò Ōkubo Nagayasu che portò in disgrazia questo ramo del clan. Nel 1614 Tadachika fu accusato di complottare contro lo shōgun, privato dei propri domini ed esiliato a Hikone nella provincia di Ōmi.
  - Ōkubo Tadamoto (1604–1670) fu inizialmente implicato nelle disgrazie del nonno; comunque fu trasferito nel 1632 nel dominio di Kanō (provincia di Mino) (50.000 koku), e spostato successivamente nel 1639 nel dominio Akashi (provincia di Harima). Fu nuovamente trasferito nel 1649 nei domini Karatsu (provincia di Hizen) (90.000 koku) ed ancora una volta spostato nel 1678 (dominio Sakura a Shimōsa). Questo ramo principale del clan fu alla fine ristabilito a Odawara (100.000 koku) dove rimasero fino al rinnovamento Meiji. L'ultimo daimyō di Odawara, Ōkubo Tadayoshi, morì nella ribellione di Satsuma.

Il capo del clan, Ōkubo Tadanori fu nobilitato "visconte" ("shishaku") nel nuovo sistema ereditario di nobiltà Kazoku.

### Ramo cadetto
- Un ramo cadetto fu creato nel 1601 da Ōkubo Tadasuke (1537–1613), secondo figlio di Ōkubo Tadakazu, che servì come generale di Tokugawa Ieyasu. A Ōkubo Tadasuke fu assegnato il castello di Numazu e il relativo dominio (20.000 koku) nella provincia di Suruga; tuttavia morì senza lasciare eredi, e il dominio ritornò in possesso dello shogunato.
- Un altro ramo cadetto degli Ōkubo iniziò nel 1684. I discendenti di Ōkubo Tadatame (1554–1616), sesto figlio di Ōkubo Tadakazu, servì come hatamoto dello shogunato Tokugawa. Nel 1687 Ōkubo Tadataka accumulò ricavi per 10.000 koku, il che lo fece elevare al rango di daimyō. Nel 1725 a suo figlio, Ōkubo Tsuneharu (1675–1728), fu assegnato il dominio Karasuyama (30.000 koku) a Shimotsuke, dove i suoi discendenti rimasero fino al rinnovamento Meiji. Il capo di questo ramo, Ōkubo Tadayori, divenne "visconte" nel periodo Meiji.
- Un ramo cadetto degli Ōkubo fu creato nel 1706. Questa linea del clan fu iniziata dai discendenti di Ōkubo Norihiro (1657–1737), che governarono il dominio Ogino-Yamanaka (13.000 koku) nella provincia di Sagami dal 1718 al 1868. Anche il capo di questa linea divenne "visconte" nel periodo Meiji.

### Rami indiretti degli Ōkubo comekazoku
- Ōkubo Toshimichi, 1830-1878 primo Ministro delle finanze e primo Ministro degli affari interni Giapponesi durante il periodo Meiji.[5] Genrō.[6] Era figlio di samurai di rango inferiore al servizio del clan Shimazu di Kagoshima. Dichiarò di discendere da un ramo degli Ōkubo che migrarono nella provincia di Satsuma da Kyoto durante il periodo Sengoku. Nel 1884, per il suo servizio al governo Meiji, fu nominato marchese (koshaku) nel sistema kazoku.
- Nel 1877, un vecchio samurai della provincia di Suruga, Ōkubo Ichio (1817–1888), fu nominato visconte (koshaku) nel sistema kazoku. Ichio servì come consigliere agli ultimi cinque shogun Tokugawa, e durante la guerra Boshin servì come emissario di Tokugawa Yoshinobu durante i negoziati per la resa di Edo alle forze imperiali. Durante il governo Meiji, fu nominato governatore di Shizuoka (1870) e Kyoto (1875) e membro della Genrōin (assemblea nazionale all'inizio del periodo Meiji) (1877). Era conosciuto anche come Ōkubo Tadahiro.